# 山姆·萊斯
埃德加·查爾斯·「山姆」·萊斯（英語：Edgar Charles "Sam" Rice，1890年2月20日—1974年10月3日），為美國職棒大聯盟的投手與外野手。萊斯是以投手身分登上大聯盟，而到後面轉行成為外野手。他的職業生涯幾乎效力於華盛頓參議員(今明尼蘇達雙城)，最後一年則待在印地安人。1963年，萊斯成功入選名人堂。
1925年世界大賽，萊斯為了接一顆飛球而撞破全壘打牆。後來他起身並告知主審他已將球接住，而後主審裁定出局成立。儘管他本人到去世前都聲稱他在過程中都牢牢接住那顆球，不過時至今日，那次判決仍具極大爭議。

## 職業生涯

### 生涯早期

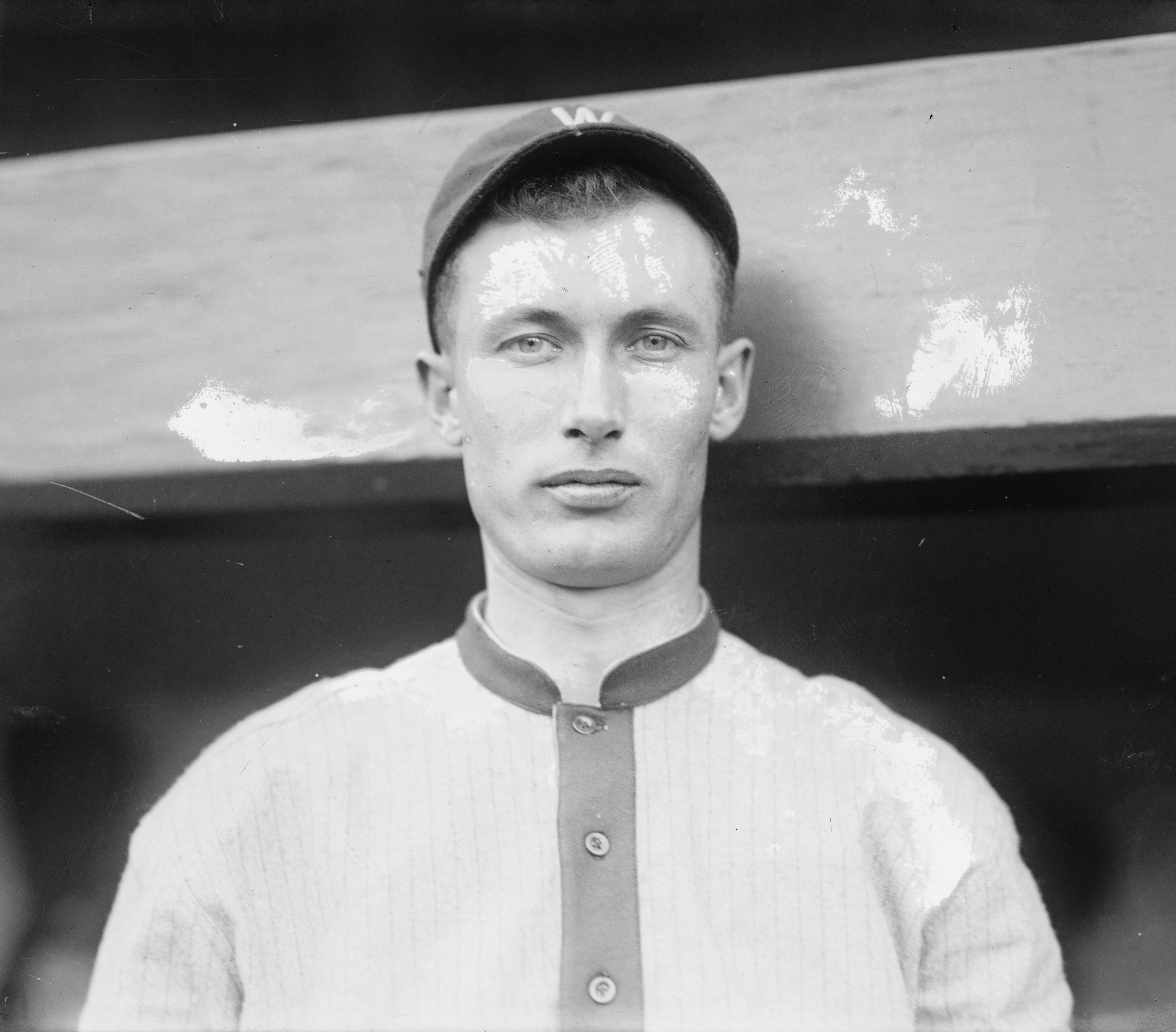
1916年的萊斯

1915年，25歲的萊斯登上大聯盟。他一直到1917年才有大幅上場機會，該年他繳出3成02的打擊率。1918年，萊斯加入美軍服役。不過他的部隊到美軍簽下康邊停戰協定前都沒有出場作戰。
1919年，回歸職棒的萊斯繳出3成21的打擊率。隔年他更是將打擊率上升至3成38，並以63次盜壘成功拿下聯盟盜壘王。1921年至1930年間，他都能單季敲出超過10支三壘安打。1924年，他擊出生涯新高的216支安打。這年他也跟著球隊拿下第一座世界大賽冠軍。1925年，他的打擊率為3成50，並敲出227支安打與87分打點，球隊再次闖進世界大賽。

### 極具爭議的接殺出局
萊斯在職業生涯最有名的就是他的防守，1925年世界大賽第三戰，萊斯在8局上為了追逐一顆飛球而衝向全壘打牆。萊斯雖然成功接到球，不過他也將全壘打牆撞倒，最後整個人消失在大家的視野裡。後來他重新站起來並高舉手套，裁判也宣布這顆球是接殺出局。儘管如此，海盜隊最終仍以4勝3敗打敗參議員拿下世界大賽冠軍。
儘管球隊順利奪冠，匹茲堡的球迷仍對於這個判決感到不滿。有些坐在全壘打牆後方觀看比賽的海盜球迷甚至寫信給聯盟，宣稱自己看見萊斯掉球。而萊斯本人只有一句回覆：「裁判說我接殺了，那就是接殺了。」後來萊斯更是拒談這起事件，甚至連對自己的家人都不願提起。而這個爭議也一直跟著他入選名人堂，甚至是去世為止。而後他一直宣稱自己從頭到尾都將球牢牢接進手套裡，但現在這句話也無法驗證是真是假。

### 生涯後期
1926年，他在MVP票選中拿下第四名。儘管他在1927年打擊率下滑到3成以下，但他很快就調整回來，連續3年打擊率都沒有低於3成23。1931年，萊斯繳出3成10的打擊率，不過在面對左投時，另一位外野手Dave Harris的表現更好，加上參議員逐漸要讓球隊年輕化，因此打算將萊斯交易出去。
1932年，儘管這年萊斯多半擔任代打。不過在球季結束後，參議員仍給了萊斯許多禮物，其中包含一張2200美元的支票和一台斯圖貝克汽車。1933年，球隊重返世界大賽。儘管球隊最終輸球，不過萊斯還是有上場擊出安打。最後球隊在球季結束後將他釋出。
1934年，萊斯加入印地安人，打了一年宣布退休。當時印地安人總教練曾試圖挽留萊斯，但當時萊斯已經44歲，因此他最終婉拒總教練的請求。他的生涯打擊率3成22，雖然全壘打數量不多，但是速度非常驚人。他常常能將普通的一壘安打跑成二壘安打，因此他也獲得了「鬥士」的外號。
萊斯生涯擊出2987支安打，當被問起為何不追逐3000安成就，他的回答是：「我這輩子完全沒有在計算我生涯敲出多少支安打。就算我想追逐這項成就，我也已經無法回到過去年輕的狀態了。」

## 晚年
1940年代，萊斯開始務農，他農場隔壁的主人正好是時任美國內政部長哈罗德·L·艾克斯。由於二戰結束後，許多日本人困在美國無法回國。因此萊斯和艾克斯雇用了一些日本人來協助他們經營農場。
1963年，萊斯、約翰·克拉克森、埃爾默·弗里克和埃帕·瑞克西等人一同入選名人堂。他生平一共有過兩段婚姻，其中他和第一任妻子育有2個女兒。
1974年8月，萊斯出席了米奇·曼托和懷堤·福特的名人堂入選典禮，這也是他最後一次公開露面。同年10月，萊斯因癌症去世，享壽84歲。

## 生涯打擊成績
| 出賽次數 | 打席  | 打數 | 得分 | 安打 | 二安 | 三安 | 全壘打 | 打點 | 盜壘 | 保送 | 三振 | 打擊率 | 上壘率 | 長打率 | 整體攻擊指數 |
| -------- | ----- | ---- | ---- | ---- | ---- | ---- | ------ | ---- | ---- | ---- | ---- | ------ | ------ | ------ | ------------ |
| 2404     | 10260 | 9269 | 1514 | 2987 | 498  | 184  | 34     | 1078 | 351  | 708  | 275  | .322   | .374   | .427   | .801         |

## 外部連結
- 球員資訊和成績在MLB，ESPN，Baseball-Reference，Fangraphs（英文）